# جامعة فيكتوريا (ويلينغتون)
جامعة فيكتوريا هي جامعة عامة في نيوزيلندا تأسست عام 1897. تقع في مدينة ويلينغتون.

## إحصائيات
يبلغ عدد طلاب الجامعة 20,885 طالب، منهم 4,829 طالب دراسات عليا.